# Nedre Skärvagen
Nedre Skärvagen är en sjö i Bergs kommun i Härjedalen och ingår i Ljungans huvudavrinningsområde. Sjön har en area på 0,813 kvadratkilometer och ligger 709 meter över havet. Sjön avvattnas av vattendraget Skärkan (Öjönån).

## Delavrinningsområde
Nedre Skärvagen ingår i det delavrinningsområde (697129-134356) som SMHI kallar för Utloppet av Nedre Skärvagen. Medelhöjden är 772 meter över havet och ytan är 7,99 kvadratkilometer. Räknas de 30 avrinningsområdena uppströms in blir den ackumulerade arean 142,19 kvadratkilometer. Skärkan (Öjönån) som avvattnar avrinningsområdet har biflödesordning 2, vilket innebär att vattnet flödar genom totalt 2 vattendrag innan det når havet efter 335 kilometer. Avrinningsområdet består mestadels av skog (71 procent) och sankmarker (14 procent). Avrinningsområdet har 0,85 kvadratkilometer vattenytor vilket ger det en sjöprocent på 10,6 procent.